# Hærens Jegerkommando
Hærens Jegerkommando eller HJK är Norska arméns kompetenscenter för jägarsoldater, fallskärmsjägare och terroristbekämpning. HJK ligger 30 kilometer norr om Elverum i sydöstra Norge, i Camp Rena, som fick sina första aktiva enheter under 1997 efter att ha byggts 1993.